# Amaia Montero (album)
Amaia Montero è l'eponimo titolo dell'album di debutto della cantante pop Amaia Montero, ex componente del gruppo La Oreja de Van Gogh, pubblicato l'11 novembre 2008 dall'etichetta discografica Norte, sottoetichetta della Sony BMG.
L'album, interamente scritto dalla Montero e prodotto da Claudio Guidetti, ha riscosso successo in Spagna e Messico, raggiungendo rispettivamente la prima e la quindicesima posizione in classifica. Sono stati estratti i singoli Quiero ser..., Ni puedo ni quiero, 4'' e Te voy a decir una cosa.
Il 10 febbraio 2009 è stata pubblicata una nuova versione dell'album senza un DVD, contenuto nella prima versione del disco.

## Tracce
CD (Norte 8869 742187 2 (Sony BMG) / EAN 0886974218722)
1. Quiero ser... - 4:17 (Amaia Montero)
2. Mirando al mar - 4:37 (Amaia Montero)
3. 4'' - 3:49 (Amaia Montero)
4. 407 - 3:27 (Amaia Montero)
5. Tulipán - 3:31 (Amaia Montero)
6. Ni puedo ni quiero - 3:23 (Amaia Montero)
7. Te falta rock - 4:05 (Amaia Montero)
8. Circulos - 3:44 (Amaia Montero)
9. La bahía del silencio - 4:25 (Amaia Montero)
10. Te voy a decir una cosa - 3:33 (Amaia Montero)
11. Pur toda una vida - 3:43 (Amaia Montero)

- Extras DVD

CD (Norte 8869 741979 2 (Sony BMG) / EAN 0886974197928)
1. Quiero ser... - 4:17 (Amaia Montero)
2. Mirando al mar - 4:37 (Amaia Montero)
3. 4'' - 3:49 (Amaia Montero)
4. 407 - 3:27 (Amaia Montero)
5. Tulipán - 3:31 (Amaia Montero)
6. Ni puedo ni quiero - 3:23 (Amaia Montero)
7. Te falta rock - 4:05 (Amaia Montero)
8. Circulos - 3:44 (Amaia Montero)
9. La bahía del silencio - 4:25 (Amaia Montero)
10. Te voy a decir una cosa - 3:33 (Amaia Montero)
11. Pur toda una vida - 3:43 (Amaia Montero)

## Classifiche
| Classifica (2008) | Posizione raggiunta |
| ----------------- | ------------------- |
| Spagna            | 1                   |
| Messico           | 15                  |